# Mráz Ferenc (szakszervezeti vezető)
Mráz Ferenc (Miskolc, 1901. – Miskolc, 1991. május 24.) szakszervezeti vezető, Miskolc díszpolgára.

## Élete
Apja halála miatt (aki az első világháborúban esett el) korán munkába kellett állnia. Fiatalkorában bekapcsolódott az ifjúsági és szakszervezeti mozgalomba, és 1919-ben már a KIMSZ vezetőségi tagja volt, majd 1923-ban belépett a Magyarországi Szociáldemokrata Pártba. A szakmát a Zsolcai kapui kocsigyárban tanulta ki, és 1923-ban a Vasgyárban helyezkedett el. 1926-ban szakoktató lett, majd 1927-ben művezetőnek akarták kinevezni. Utóbbit nem fogadta el, mert akkor ki kellett volna lépnie a pártból és a szakszervezetből. 1944-ben alelnöke, majd elnöke lett a Miskolci Nemzeti Bizottságnak, amely a második világháború utáni újjáépítés politikai irányítását végezte, később propagandatitkárként részt vállalt a Szociáldemokrata Párt és a Kommunista Párt egyesítésében.
1948-tól 1950-ig a miskolci Szakmaközi Bizottság elnöke volt, 1953-ban pedig a frissen létrehozott vasgyári 100. sz. Iparitanuló Intézet (MTH – Munkaerőtartalékok Hivatala) igazgatója lett (1956-ig). Ugyanebben az időszakban vezette a megyei tanács munkaerő-gazdálkodási osztályát is. 1950-től 1971-ig városi tanácstag, közben 1956-tól 1961-ig a Moziüzemi Vállalat igazgatója volt, majd nyugdíjba ment. Ekkor lett a Szakszervezetek Borsod-Abaúj-Zemplén megyei Tanácsának elnöke, és élete végéig tevékenykedett a szakszervezetben. Miskolc városi tanácsa 1974-ben a város díszpolgárává választotta.